# Waschhaus (Seraincourt)

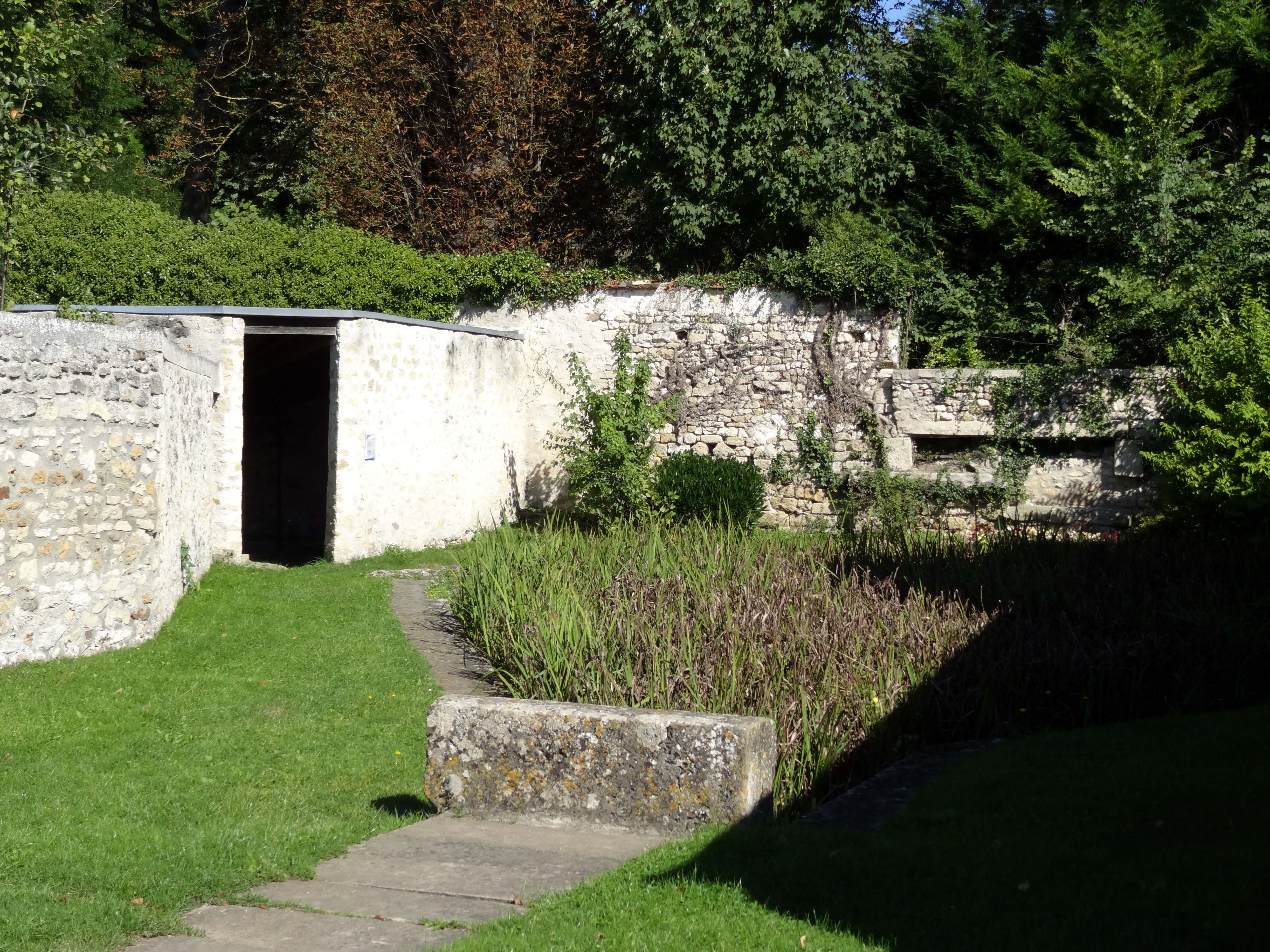
Waschhaus in Seraincourt

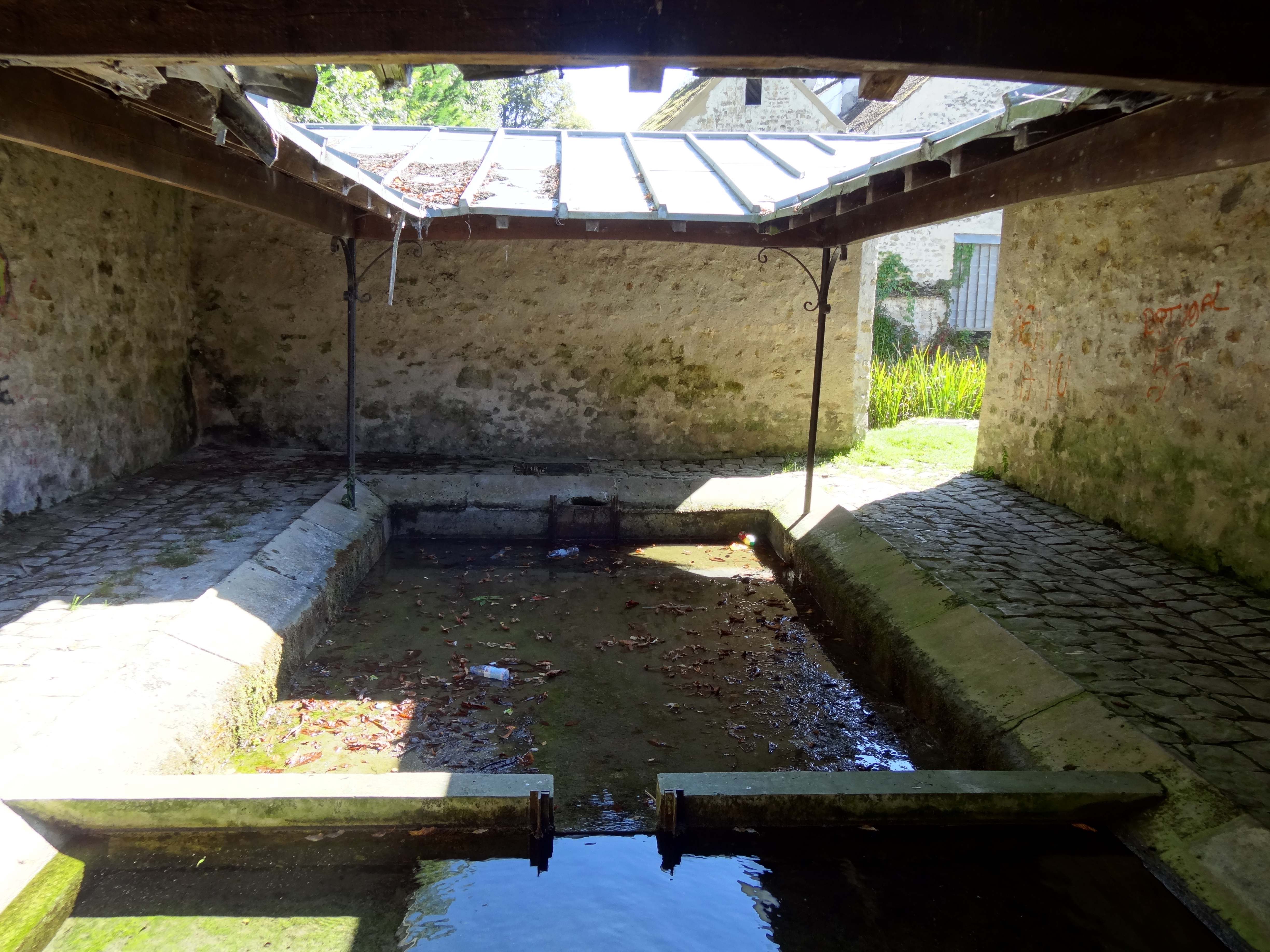
Innenansicht

Das Waschhaus (französisch lavoir) in Seraincourt, einer französischen Gemeinde im Département Val-d’Oise in der Region Île-de-France, wurde im 19. Jahrhundert errichtet. 
Das öffentliche Waschhaus wurde in der Form eines Impluviums erbaut, sodass das Regenwasser die Becken mit Wasser versorgt. Das Gebäude aus Bruchstein wird von einem Blechdach gedeckt.